# Энрике (бразильский футболист)
Энри́ке Си́лва Мила́грес (порт.-браз. Henrique Silva Milagres; род. 25 апреля 1994, Рио-де-Жанейро), также известный как просто Энри́ке — бразильский футболист, левый защитник испанского клуба «Реал Вальядолид».

## Клубная карьера

### «Васко да Гама»

#### С 2013 по 2015 — начало и травмы
Энрике дебютировал за основную команду в матче против «Флуминенсе» и получил хорошую оценку от тренера. Проводя хорошие матчи он чередовал игру в стартовом составе с тогдашним защитником перуанской команды Йотуном. В конце октября Энрике получил серьёзную травму бедра и выбыл до конца сезона.
Он вернулся в январе 2014 года, играя в некоторых играх Лиги Кариока. В феврале во время тренировки Энрике получил растяжение второй степени задней поверхности бедра и выбыл на шесть месяцев. Из-за серии травм и отсутствия игровой практики Энрике вернулся в молодёжную команду.
9 октября после тренировки, возвращаясь домой Энрике попал в автокатастрофу на Рекрейо дос Бандейрантес. Игрок разбил голову об стекло и его пришлось доставить в больницу. Игроку помогли его товарищи по команде, которые также покидали тренировочную базу. Несмотря на удар головой Энрике не потерял сознание и вскоре был доставлен в больницу.
Он окончательно перешёл в основную команду «Васко да Гамы» в январе 2015 года. В июле в матче Кубка Бразилии против «Америка Минейро», на шестой минуте матча Энрике снова почувствовал боль в правом бедре. Он попытался встать и продолжить игру, но снова упал на поле. Энрике покинул поле в слезах от боли и разочарования поскольку не смог реализовать свой шанс в основной команде из-за травмы. Из-за этой травмы Энрике выбыл до конца сезона.

#### С 2016 по 2017 — путь к игроку основы
В 2016 году Энрике попал в резерв команды из-за хорошей формы Жулио Сезара. Он вышел в финале Кубка Гуанабара и провёл отличный матч, в котором выиграл титул. Тренер команды Жоржиньо незамедлительно сделал игрока запасным левым защитником. В этом сезоне Энрике провёл всего 17 матчей, играя только когда Жулио Сезар был недоступен.
В 2017 году после ухода Жулио Сезара Энрике стал игроком основы и сыграл важную роль в победе в Кубке Рио. Энрике хвалили за его игру, как в обороне, так и в атаке, но игрок опять потерял место в стартовом составе после прихода другого защитника Рамона. Из-за травмы Рамона в октябре, Энрике был заигран в финальном отрезке Серии А и помог команде выиграть место в Кубке Либертадорес в следующем сезоне.

#### 2018—2021
В 2018 году защитник оставался игроком основы даже после подписания Фабрисиу. Энрике хвалили за его хорошую игру в пас.
В 2019 году, когда Рамон выбыл из-за разрыва связки в колене, «Васко да Гама» подписала Данило Барселуша на правах аренды и Энрике снова оказался на скамейке запасных. Однако в течение сезона Энрике и Барселуш играли по очереди из-за разных игровых качеств; каждый сыграл половину матчей команды.
26 августа 2020 года Энрике в возрасте 26 лет забивает первый гол на профессиональном уровне в матче против клуба «Гояс».

### «Олимпик Лион»
17 мая 2021 года было объявлено, что после завершения контракта с «Васко да Гамой» Энрике подпишет трёхлетний контракт с французским клубом «Олимпик Лион». 26 января 2024 года Энрике забил свой первый гол за «Олимпик Лион» в матче Чемпионата Франции против клуба «Ренн».

## Карьера в сборной
Провёл два матча за сборную Бразилии (до 20) в 2013 году.

## Достижения
«Васко да Гама»
- Победитель Лиги Кариока: 2015, 2016
- Обладатель Кубка Гуанабара: 2016, 2019
- Обладатель Кубка Рио: 2017